# Chrysolina joliveti
Chrysolina joliveti é uma espécie de artrópode pertencente à família Chrysomelidae.